# Heure d'été d'Europe de l'Est
| Bleu clair | Heure d'Europe de l'Ouest / Temps moyen de Greenwich (UTC)                                     |
| Bleu       | Heure d'Europe de l'Ouest / Temps moyen de Greenwich (UTC)                                     |
| Bleu       | Heure d'été d'Europe de l'Ouest / Heure d'été du Royaume-Uni / Heure normale d'Irlande (UTC+1) |
| Rouge      | Heure normale d'Europe centrale (UTC+1)                                                        |
| Rouge      | Heure d'été d'Europe centrale (UTC+2)                                                          |
| Jaune      | Heure normale d'Europe de l'Est / Heure de Kaliningrad (UTC+2)                                 |
| Ocre       | Heure normale d'Europe de l'Est (UTC+2)                                                        |
| Ocre       | Heure d'été d'Europe de l'Est (UTC+3)                                                          |
| Vert       | Heure de Moscou / Heure en Turquie (UTC+3)                                                     |
| Turquoise  | Heure en Arménie / Heure en Azerbaïdjan / Heure en Géorgie (UTC+4)                             |

L'heure d'été d'Europe de l'Est, ou heure avancée d'Europe de l'Est (HAEE ; en anglais Eastern European Summer Time, EEST) est l'un des noms du fuseau horaire UTC+3, qui a trois heures d'avance sur le temps universel coordonné.
Il est utilisé comme heure d'été dans certains pays européens, en Afrique du Nord et dans certains pays du Moyen-Orient. Au cours de l'hiver, l'heure normale d'Europe de l'Est (UTC+2) est utilisée.

## Utilisation
Les pays et territoires suivants utilisent l'Eastern European Summer Time au cours de l'été: 
- Biélorussie, régulièrement depuis 1991
- Bulgarie, régulièrement depuis 1979
- Chypre, régulièrement depuis 1979 (sauf  Chypre du Nord depuis septembre 2016)
- Égypte, régulièrement avant 1970
- Estonie, dans les années 1981-88 heure d'été de Moscou, EEST régulièrement depuis 1989
- Finlande, régulièrement depuis 1981
- Grèce, régulièrement depuis 1975
- Israël, régulièrement depuis 1948
- Jordanie, depuis 1985
- Lettonie, dans les années 1981-88 heure d'été de Moscou, EEST régulièrement depuis 1989
- Liban, depuis 1984
- Lituanie, dans les années 1981-88 heure d'été de Moscou, EEST régulièrement depuis 1989
- Moldavie, dans les années 1981-89 heure d'été de Moscou, EEST régulièrement depuis 1991
- Roumanie, régulièrement depuis 1979
- Syrie, depuis 1983
- Ukraine, EEST régulièrement depuis 1992 (sauf la Crimée depuis septembre 2014).